# James Frost
Pour les articles homonymes, voir Frost.
James Frost (1780 ? - 1840 ?), né à Finchley, Middlesex, Angleterre, est un cimentier anglais du XIXe siècle qui inventa le processus de développement du Ciment Portland.

## Travaux
L'innovation clé dans son travail fut le broyage "humide" des matières premières, qui est devenu la clé du développement du ciment Portland. Il consiste à broyer de la craie, matériau tendre et d'extraction locale avec l'alluvial argile de l'estuaire de la rivière Medway. On ajoute de l'eau dans un broyeur pour produire une boue mince. Les particules plus grossières sont éliminées par décantation. Le mélange fin, homogène de particules de craie et d'argile est alors séché jusqu'à obtenir une consistance plastique rigide avant d'être brûlé dans un four. Il a ainsi émulé le processus naturel de formation sédimentaire d'une marne.